# 浅川村 (徳島県)
浅川村（あさかわそん）は、かつて徳島県海部郡にあった村。

## 地理
現在の海陽町の浅川。

## 歴史
- 1889年（明治22年）10月1日 - 町村制施行により、浅川村・浅川浦の区域をもって発足。同年、浅川村漁業協同組合を設立。
- 1890年（明治23年） - 東の浜に村役場を新築。
- 1946年（昭和21年）12月21日 - 昭和南海地震発生。津波により大きな被害を受ける。
- 1950年（昭和25年）3月25日 - 昭和天皇の戦後巡幸。昭和天皇が昭和南海地震の被災地を訪問し、被災者を慰労した[1]。
- 1955年（昭和30年）3月31日 - 川東村・川上村と合併して海南町が発足。同日浅川村廃止。全域が同町大字浅川となる。